# Costa Playa
Costa Playa è stata una nave da crociera della compagnia di navigazione italiana Costa Crociere.

## Storia
Costruita nel 1967 nei cantieri navali Wärtsilä di Helsinki, la nave iniziò la sua attività nel 1967 come traghetto roll-on/roll-of sulla rotta Helsinki-Copenaghen-Travemünde, con il nome di Finlandia.
Nel settembre 1978 venne trasformata in nave da crociera nei cantieri navali Wärtsilä di Turku e rientrò in servizio nel 1979 con il nuovo nome di Finnstar, operando principalmente nel Mediterraneo.
Nel 1981 cambiò temporaneamente il nome in Innstar per essere portata nei cantieri navali Aalborg Vaerft di Aalborg dove fu sottoposta a un secondo restyling. 
Nel 1982 fu consegnata alla Pearl Cruises of Scandinavia (poi semplicemente Pearl Cruises) che la ribattezzò Pearl of Scandinavia. Nel 1988 venne compiuto un terzo rinnovamento, questa volta nel cantiere Sambawang di Singapore, in cui fu aumentata la lunghezza della nave. Subito dopo prese il nome Ocean Pearl.
Nel 1992 fu acquistata dalla compagnia francese Croisières Paquet e venne rinominata Pearl. 
L'azienda fu inglobata dalla compagnia di navigazione italiana Costa Crociere nel 1994, la quale riportò la nave in ristrutturazione presso i cantieri T. Mariotti di Genova per poi metterla nuovamente in servizio come Costa Playa. Nei tre anni alla compagnia genovese, ha operato esclusivamente a Cuba e nell'area caraibica.
Quando, nel 1997, Costa Crociere entrò nel gruppo Carnival e divenne quindi una compagnia a capitale statunitense, non era più possibile, causa embargo, effettuare crociere con scali a Cuba.
Costa Playa, inoltre, era troppo piccola e già abbastanza datata per essere riposizionata su altre rotte servite da Costa, per cui nel gennaio 1998 la nave fu venduta alla Mega Wave International e ridenominata Oriental Pearl. Non entrò mai in servizio ma, anzi, ritornò per motivi sconosciuti a Costa con il nome Joy Wave e, nel 2000, fu definitivamente ceduta a Eurasia International di Nassau. Venne utilizzata da quest'ultima come nave da crociera casinò a Hong Kong con il nome di Golden Princess fino al luglio 2009, quando è stata venduta per demolizione in Cina.